# Объединённое дворянство
Объединённое дворянство (то же, что и Съезд уполномоченных губернских дворянских обществ; в перерывах управлялся Постоянным Советом Объединённых дворянских обществ России) — политическая организация сословного дворянства в Российской империи, существовавшая в 1906—1917 годах. В качестве коллективных членов входили губернские дворянские собрания. Организация придерживалась национально-монархических взглядов, отстаивала незыблемость привилегий дворянства и поместного землевладения. В периоды между съездами управлялась Постоянным советом объединенных дворянских обществ.
В деятельности организации большую роль играли А. А. Бобринский, Н. Ф. Касаткин-Ростовский, А. П. Струков, Н. Е. Марков, В. М. Пуришкевич, Н. А. Павлов и др.

## Создание организации
Организация была создана 22 мая 1906 года в ходе проведения 22-28 мая 1906 года в Санкт-Петербурге в доме графа А. А. Бобринского первого российского Дворянского съезда, на котором 133 дворянина представляли 29 из 37 дворянских собраний европейских губерний России (впоследствии к Совету присоединились и все остальные губернские дворянские собрания). На этом же Съезде был принят Устав Совета (утверждённый 29 июня 1906 года министром внутренних дел), избран его первый состав. Вторая редакция Устава была принята на III-м съезде в 1907 году и утверждена министром внутренних дел 5 мая 1909 года.

## Цели и задачи
Согласно первому пункту Устава, «Съезды уполномоченных Губернских Дворянских Собраний имеют целью объединить Дворянские общества, сплотить дворянство в одно целое для обсуждения и проведения в жизнь вопросов, интереса общегосударственного, а равно и сословного». Организация отстаивала незыблемость самодержавия и помещичьего землевладения, побуждала правительство к более активной борьбе с революционным движением, настаивала на усилении уголовной ответственности за «аграрно-революционные преступления» крестьян, на усилении цензуры, «оздоровлении» школы путём введения «религиозно-нравственных начал».

## Организационная структура

### Съезды
Высшим органом управления организации были Съезды уполномоченных Губернских Дворянских собраний, которые состояли из губернских предводителей дворянства, из избираемых губернскими дворянскими собраниями на каждые 3 года уполномоченных, и членов Государственного Совета, избранных от дворянства (пункт 2 Устава). За 11 лет существования организации состоялось 12 её съездов: I-й и II-й в мае и ноябре 1906 года, последующие ежегодно в феврале-марте. Последний XII-й съезд состоялся в ноябре 1916 года.

### Постоянный Совет
Между съездами действовал избираемый на съезде на 3 года Постоянный Совет объединённого дворянства, в составе председателя, двух его товарищей (заместителей) и 10 (затем 12) членов. Совет избирался на I-м, V-м, VIII-м и IX-м съездах. Устав организации определял компетенцию Постоянного Совета как исполнительного органа съездов, но по второй редакции Устава Постоянный Совет получил бОльшие распорядительные права, в том числе и право обращения от своего имени к правительству «в случаях, не терпящих отлагательств».

## ПСОДОР и аграрный вопрос
Разрешение аграрного вопроса в России ПСОДОР видел в разрушении общинного землевладения, переходе к хуторской системе, решительном проведении переселенческой политики, покупки крестьянами земель через посредничество Крестьянского банка по ценам, выгодным помещикам. С VII съезда (февраль 1911 года) ПСОДОР обращает большое внимание на экономические вопросы развития помещичьего хозяйства, на пропаганду в качестве образца прусского юнкерского хозяйства, делает попытки создания дворянской экономической организации — «Союза землевладельцев».

## ПСОДОР в годы I Мировой войны
В годы Первой Мировой войны позиции ПСОДОРа несколько ослабли. Часть деятелей организации поддерживала оппозиционно настроенную буржуазию («Прогрессивный блок»), а другая — придворное окружение и Г. Е. Распутина.

## После Февраля 1917 года
На заседании Постоянного Совета 9 марта 1917 г. была принята резолюция, которой было признано Временное правительство. ПСОДОР предпринимал шаги, направленные для скорейшего созыва Учредительного Собрания, которое рассматривалось как последняя возможность восстановления монархии. После Октябрьской революции и Декрета об уничтожении сословий и гражданских чинов, запрещавшего и деятельность сословных организаций, никакого решения о самороспуске ПСОДОРа не последовало. Напротив, его руководители продолжали исполнять свои обязанности. Так, Председатель Совета, К. Д. Самарин в 1918 году отправляет указания дворянским обществам на ещё не занятой большевиками Украине провести совещание по обсуждению Брестского мира и позиции Патриарха Тихона, и отправляется в Киев, чтобы лично председательствовать на нём. Но в Брянске его арестовывают. На открытом судебном процессе в 1920 году государственный обвинитель Крыленко заявил, что вопреки уверенности большевиков, в России по-прежнему существуют дворянские собрания и предводители дворянства, и называет ПСОДОР наиболее опасной для режима действующей антисоветской организацией.
Вероятно, это последнее, из встречающихся в советских официальных документах, упоминание о существовании ПСОДОРа в Советской России.

## Оценка в советской историографии
В советской историографии ПСОДОР получил крайне негативную оценку, как «реакционная организация», «центр крепостнической реакции в стране». Советская историческая наука полагала, что именно требования ПСОДОРа вдохновили правительство на наиболее реакционные мероприятия (разгон 1-й и 2-й Государственных дум, Третьеиюньский переворот, введение военно-полевых судов, аграрную политику П. А. Столыпина). Ленин, считавший Столыпина препятствием к революции в России и Мировой революции, называл его «приказчиком Постоянного Совета»

## Попытка реставрации организации
В 1924 г. в эмиграции был создан Союз русских дворян во Франции; затем — Союзы русских дворян в США, Бельгии, Германии, дворянские сообщества в Великобритании, Аргентине и тд. Эти сообщества изгнанников непосредственно продолжали деятельность ПСОДОР.
Договор о возобновлении работы Постоянного Совета был подписан 28 сентября 1992 года в Москве предводителями Московского Дворянского Собрания, Дворянского Собрания Юга Малороссии (Одесского) и Самарского Губернского Дворянского Собрания, а в Санкт-Петербурге независимо от них и в то же время Петербургским, Луганским и Рижским дворянскими собраниями. Восстановление ПСОДОРа произошло 24 октября 1992 года в Москве в конференц-зале гостиничного комплекса Измайлово на Восстановительном Съезде, ратифицировавшим Договор, заявившем о правопреемстве от созданного в 1906 году Совета, и принявшим за основу его устав. Сопредседателями Совета были избраны вице-предводитель Московского Дворянского Собрания Константин Самарин и предводитель Петербургского Дворянского Собрания Сергей Медведев (последний возглавляет его по сей день). В реконструкции ПСОДОР принимали участие некоторые представители старой эмиграции, члены Союза русских дворян: барон Тор фон Раден (Швеция), Александр де Моллер (Австралия), Георгий К. Соколофф (Франция), князь Эммануил Голицын (Великобритания), барон Эдуард фон Фальц-Фейн (Лихтенштейн).
Одним из учредителей ПС ОДО в 1992 году был Кирилл Серебренитский (в частности, на заседании в Москве название предложил именно он; в Петербурге с этой идеей ещё в 1990 году выступал Олег Сумароков-Шенк). 
В 2016 г. в Санкт-Петербурге произошло заседание ПСОДОР, посвященное 110-летию организации и 25-летию возрождения СПб. Дворянского Собрания. Всего же с 1992 по 2012 г. ПСОДОР провел 10 дворянских съездов.

## Председатели ПСОДОР
| Даты руководства     | Имя                                                                                                   | Портрет |
| -------------------- | --- | ------- |
| май 1906—1912        | Гофмейстер граф Алексей Александрович Бобринский (15.06.1852 — 02.09.1927)                            |         |
| 1912 — 1913          | Действительный статский советник Александр Алексеевич Нарышкин (15.10.1839 — 22.02.1916)              |         |
| 1913 — ноябрь 1916   | Гофмейстер Ананий Петрович Струков (15.03.1850 — 04.1922)                                             |         |
| 04 декабря 1916—1920 | Егермейстер и действительный статский советник Александр Дмитриевич Самарин (30.01.1868 — 30.01.1932) |         |